# Гляйхфельд, Антье
Антье Гляйхфельд (нем. Antje Gleichfeld; род. 31 марта 1938, Гамбург), в девичестве Браш (нем. Braasch) — западногерманская легкоатлетка, специалистка по бегу на короткие и средние дистанции. Выступала за сборную Германии по лёгкой атлетике на всём протяжении 1960-х годов, обладательница двух бронзовых медалей чемпионатов Европы, чемпионка Универсиады, многократная чемпионка немецкого национального первенства, рекордсменка мира, участница двух летних Олимпийских игр.

## Биография
Антье Браш родилась 31 марта 1938 года в Гамбурге, Германская империя.
Её отец погиб в боях Второй мировой войны, и уже с шести лет ей приходилось работать разносчицей газет, чтобы помочь испытывающей финансовые трудности семье.
Будучи подростком, играла в гандбол, но затем перешла в лёгкую атлетику. Проходила подготовку в гамбургском легкоатлетическом клубе «Альштерталь». Впоследствии вышла замуж за бегуна на средние дистанции Детлефа Гляйхфельда и на дальнейших соревнованиях выступала под фамилией мужа.
Впервые заявила о себе в лёгкой атлетике на взрослом международном уровне в сезоне 1960 года, когда вошла в состав Объединённой германской команды и удостоилась права защищать честь страны на летних Олимпийских играх в Риме. В программе женского бега на 800 метров благополучно вышла в финал и финишировала в решающем забеге пятой.
В 1961 году впервые стала чемпионкой Германии, в беге на 800 метров одержала победу на летней Универсиаде в Софии.
На Универсиаде 1963 года в Порту-Алегри выиграла серебряную медаль в той же дисциплине, уступив только венгерке Ольге Кази.
Находясь в числе лидеров легкоатлетической команды Германии, прошла отбор на Олимпийские игры 1964 года в Токио — здесь в беге на 800 метров вновь заняла пятое место. Также в этом сезоне она стала первой немецкой бегуньей, сумевшей выбежать из 2:05 — по итогам сезона была награждена Серебряным лавровым листом, высшей спортивной наградой Германии.
После токийской Олимпиады Гляйхфельд осталась в составе немецкой национальной сборной и продолжила принимать участие в крупнейших международных стартах. Так, в 1965 году в беге на 800 метров стала серебряной призёркой на Универсиаде в Будапеште, заняла третье место на Кубке Европы в Касселе.
В 1966 году побывала на чемпионате Европы в Будапеште, откуда привезла награду бронзового достоинства, выигранную на дистанции 800 метров.
На европейском первенстве 1969 года в Афинах вместе с Кристой Чекай, Инге Экхофф и Кристель Фрезе взяла бронзу в эстафете 4 × 400 метров, уступив в финале командам из Великобритании и Франции.
В течение своей спортивной карьеры Гляйхфельд в общей сложности 15 раз выигрывала немецкое национальное первенство в различных беговых дисциплинах. Среди наиболее значимых её достижений три мировых рекорда (800 метров в помещении в 1965 году (2:07,1), эстафета 4 × 400 метров в 1969 году (3:33,9), эстафета 3 × 800 метров в 1967 году (6:21,0)), один рекорд Европы, восемь национальных рекордов.
Завершив спортивную карьеру, работала школьным спортивным учителем.